# Agonostomus
Agonostomus is een geslacht van straalvinnige vissen uit de familie van harders (Mugilidae). Het geslacht is voor het eerst wetenschappelijk beschreven in 1832 door Bennett.

## Soorten
- Agonostomus catalai Pellegrin, 1932
- Agonostomus monticola (Bancroft, 1834)
- Agonostomus telfairii Bennett, 1832